# Irène Galter
Irène Galter (nom de naissance : Irene Patuzzi), née le 16 septembre 1931 à Merano, est une actrice italienne.

## Biographie
Irène Galter (Irene Patuzzi) est née à Merano en 1931. Pendant le début des années 1950, elle est désignée comme la « petite amie idéale » des Italiens. Elle est découverte par hasard dans le magasin où elle travaille par Giuseppe De Santis, qui lance sa carrière en 1952 avec un rôle dans le film néo-réaliste Onze heures sonnaient. Après avoir tourné divers films à succès, elle épouse l'entrepreneur Otto Lughin et se retire du showbusiness,.

## Filmographie
- 1952 : Onze heures sonnaient, (Roma ore 11) de Giuseppe De Santis
- 1952 : Légion étrangère (Legione straniera) de Basilio Franchina (it)
- 1952 : Les Coupables (Processo alla città) de Luigi Zampa
- 1952 : L'Île des passions (Menzogna) d'Ubaldo Maria Del Colle
- 1953 : Du soleil dans les yeux (Il sole negli occhi) d'Antonio Pietrangeli
- 1953 : Quand tu liras cette lettre (Labbra proibite) de Jean-Pierre Melville
- 1954 : Un siècle d'amour (Cento anni d'amore) de Lionello De Felice
- 1954 : L'Esclave du péché (Schiava del peccato) de Raffaello Matarazzo
- 1954 : Due lacrime (it) de Giuseppe Vari
- 1955 : Canzoni di tutta Italia (en) de Domenico Paolella
- 1955 : Il coraggio de Domenico Paolella
- 1955 : Der Himmel ist nie ausverkauft d'Alfred Weidenmann
- 1955 : Ça va barder (Silenzio... si spara!) de John Berry
- 1955 : Les Aventures et les Amours de Casanova (Le avventure di Giacomo Casanova) de Steno
- 1956 : Liane la sauvageonne, ( Liane, das Mädchen aus dem Urwald) d'Eduard von Borsody
- 1957 : L'Affaire Mirella (it) (Addio sogni di gloria) de Giuseppe Vari
- 1957 : La Capinera (La chiamavan Capinera...) de Piero Regnoli
- 1958 : Coup de foudre (Amore a prima vista) de Franco Rossi
- 1958 : Amour et Ennuis (Amore e guai) d'Angelo Dorigo